# Didier Deschamps
Didier Deschamps (* 15. Oktober 1968 in Bayonne) ist ein ehemaliger französischer Fußballspieler und heutiger -trainer. Deschamps galt während seiner aktiven Zeit als einer der besten defensiven Mittelfeldspieler Europas. Als Spieler gewann „Dédé“ mit der Nationalmannschaft und mit dem Verein alle wichtigen Titel: Mit der Nationalmannschaft wurde er als Mannschaftskapitän Welt- und Europameister, mit seinen Vereinen gewann er zweimal die Champions League, den Weltpokal und mehrfach die nationale Meisterschaft. Seit 2012 ist er Trainer der französischen Nationalmannschaft, mit der er 2018 Weltmeister wurde. Er ist nach Mário Zagallo und Franz Beckenbauer die dritte Person, die sowohl als Spieler als auch als Trainer eine Weltmeisterschaft gewann. 2018 wurde er FIFA-Welttrainer des Jahres.

## Spielerkarriere

### Verein
Didier Deschamps begann als Schüler seine Spielerkarriere beim Amateurklub Aviron Bayonnais. Seine Fähigkeiten fielen dem FC Nantes auf, der ihn im April 1983 unter Vertrag nahm. Deschamps gab sein Debüt am 27. September 1985 in der höchsten französischen Spielklasse. Im Jahre 1989 ging er zu Olympique Marseille, ein Jahr später wechselte er für ein Jahr zu Girondins Bordeaux und kehrte 1991 wieder zu Olympique Marseille zurück, für die er bis 1994 spielte. Mit Olympique wurde er 1991 und 1992 französischer Meister und war 1993 Teil der ersten französischen Mannschaft, die die Champions League gewann.
Im Jahre 1994 wechselte Deschamps nach Italien zu Juventus Turin, wo er unter Marcello Lippi drei italienische Meisterschaften, einmal die Coppa Italia, zweimal den italienischen Supercup und 1996 seinen zweiten Champions-League-Titel gewann. Im Jahre 1999 ging er zum FC Chelsea nach England, mit dem er 2000 den FA Cup gewann. Nach Ende der Saison wechselte er nach Spanien zum FC Valencia, bei dem er 2001 seine Spielerkarriere beendete.

### Nationalmannschaft
Zwischen 1989 und 2000 bestritt Deschamps 103 A-Länderspiele für die Équipe tricolore. Die Europameisterschaft 1992 in Schweden war sein erstes wichtiges Turnier. Jedoch kam Frankreich nicht über die Vorrunde hinaus. Die EM 1996 ließ zwar schon erste Ansätze einer großen Mannschaft erkennen, doch war in England bereits im Halbfinale gegen Tschechien das Turnier für Deschamps und sein Team beendet.
Der Höhepunkt seiner Karriere war dann die Fußball-Weltmeisterschaft 1998 im eigenen Land. Als Kapitän bekam er im Stade de France in Saint-Denis nach dem 3:0-Finalsieg gegen Brasilien den Weltmeisterpokal von Staatspräsident Jacques Chirac überreicht.
Nach dem Gewinn der Europameisterschaft 2000, die in Belgien und den Niederlanden stattfand, beendete Deschamps seine Nationalmannschaftskarriere mit einem weiteren Triumph. Zwischen 1999 und 2003 war er auch französischer Rekordnationalspieler.

## Trainerkarriere

### AS Monaco
Deschamps wurde im Juli 2001 Fußballtrainer bei der AS Monaco. Nachdem das Team in der ersten Saison nur knapp dem Abstieg entging, stabilisierte Deschamps die Mannschaft in der folgenden Saison und führte sie zur Vizemeisterschaft, was zugleich die Qualifikation zur Champions League bedeutete. Zudem gewann die AS Monaco 2003 den französischen Ligapokal. 2003 wurde er zum Trainer des Jahres gewählt. Die Saison 2003/04 beendete Monaco auf Platz drei und erreichte das Endspiel der Champions League, unterlag dort allerdings dem FC Porto. In der Saison 2004/05 wurde die AS Monaco erneut Dritter und schied in der Champions League im Achtelfinale aus. Nach einem schwachen Saisonstart trat Deschamps am 19. September 2005 als Trainer der AS Monaco zurück.

### Juventus Turin
Ab dem 10. Juli 2006 trainierte Didier Deschamps Juventus Turin. Bei Juve, die wegen des Fußball-Skandals 2005/2006 in der Spielzeit 2006/07 in der Serie B antreten mussten, startete er mit acht Siegen aus zehn Partien in die Saison. Deschamps erreichte mit Turin den sofortigen Wiederaufstieg, war aber dennoch in Turin umstritten, da er mehrmals betonte, dass er es für nahezu unmöglich hielt, in der folgenden Saison sofort um den Scudetto (italienische Meisterschaft) mitspielen zu können. Am 26. Mai 2007 löste der Verein den bis 2008 laufenden Vertrag mit Deschamps im beiderseitigen Einvernehmen auf. Sein Nachfolger wurde für den Rest der Spielzeit Giancarlo Corradini, der im Juni 2007 von Claudio Ranieri beerbt wurde.

### Olympique Marseille
Zur Saison 2009/10 übernahm er als Nachfolger von Eric Gerets das Training von Olympique Marseille, mit dem er im ersten Jahr den Ligapokal und die französische Meisterschaft gewann – Olympiques erste Titel nach 17-jähriger Durststrecke. In den folgenden Spielzeiten erreichte der Verein die Plätze zwei und zehn und gewann jeweils zwei Mal den Ligapokal und den französischen Superpokal.

### Französischer Nationaltrainer
Am 8. Juli 2012 wurde Didier Deschamps als Nachfolger von Laurent Blanc von der FFF zum neuen Coach der Équipe Tricolore ernannt. Bei der WM 2014 unterlag die Mannschaft im Viertelfinale gegen Deutschland. Bei der in Frankreich ausgetragenen EM 2016 zog Deschamps mit Frankreich ins Finale ein und verlor dort gegen Portugal. Bei der in Russland ausgetragenen WM 2018 wurde Deschamps durch einen 4:2-Sieg gegen Kroatien Weltmeister. Es gelang ihm somit als drittem Akteur nach Mário Zagallo und Franz Beckenbauer, sowohl als Spieler als auch als Trainer Weltmeister zu werden. 2018 wurde er nach dem WM-Erfolg seiner Mannschaft zum FIFA-Welttrainer des Jahres gekürt. Ende 2019 verlängerte der Verband Deschamps’ Vertrag bis 2022 und betreute die Bleus auch bei der Weltmeisterschaft in Katar.
Bei der Europameisterschaft 2021 gelangte er mit dem französischen Aufgebot bis ins Achtelfinale, ehe Frankreich dort gegen die Schweiz im Elfmeterschießen ausschied. Knapp drei Monate später gewann seine Mannschaft die UEFA Nations League 2020/21 durch einen 2:1-Finalsieg gegen Spanien.
Bei der Weltmeisterschaft 2022 erreichte er mit seiner Mannschaft als amtierender Titelverteidiger erneut das Finale, welches jedoch im Elfmeterschießen gegen Argentinien verloren wurde. Nach der Weltmeisterschaft verlängerte Deschamps seinen Vertrag erneut bis zur WM 2026. Am 17. Juni 2024 gewann sein Team durch einen 1:0-Sieg gegen Österreich das erste Spiel der Gruppe D bei der Europameisterschaft in Deutschland. Es war Deschamps 100. Sieg im 153. Länderspiel. Deschamps erreichte mit den Franzosen schließlich das Halbfinale, das mit 1:2 gegen Spanien verloren ging. Die UEFA Nations League 2024/25 beendete seine Mannschaft durch einen 2:0-Sieg gegen Deutschland auf dem dritten Platz, nachdem man im Halbfinale mit 4:5 erneut an Spanien scheiterte.
Im Januar 2025 kündigte Deschamps seinen Rücktritt für nach der Fußball-Weltmeisterschaft 2026 an.

## Titel als Spieler

### Als Nationalspieler
- Weltmeister: 1998
- Europameister: 2000

### Als Vereinsspieler
International
- Champions-League-Sieger: 1993, 1996
- Weltpokal-Sieger: 1996
- UEFA-Super-Cup-Sieger: 1996

Frankreich
- Französischer Meister: 1992

Italien
- Italienischer Meister: 1995, 1997, 1998
- Italienischer Pokalsieger: 1995
- Italienischer Supercupsieger: 1995, 1997

England
- Englischer Pokalsieger: 2000
- Englischer Supercupsieger: 2000

Individuelle Auszeichnungen
- Frankreichs Fußballer des Jahres: 1996

## Titel als Trainer
Nationalmannschaft
- Weltmeister: 2018
- UEFA-Nations-League-Sieger: 2021

Italien
- Italienischer Zweitligameister und Aufstieg in die Serie A: 2007

Frankreich
- Französischer Meister: 2010
- Französischer Ligapokalsieger: 2003 (AS Monaco), 2010, 2011, 2012 (alle Olympique Marseille)
- Französischer Supercupsieger: 2010, 2011

Individuelle Auszeichnungen
- FIFA-Welttrainer des Jahres: 2018
- IFFHS Welt-Nationaltrainer: 2018, 2020
- Französischer Fußballtrainer des Jahres: 2003, 2010[16]